# HM Cancri
HM Cancri eller RX J0806.3+1527, är en dubbelstjärna i mellersta delen av stjärnbilden Kräftan. Den har en kombinerad skenbar magnitud av ca 20 och kräver ett mycket kraftfullt teleskop för att kunna observeras. Baserat på parallax enligt Gaia Data Release 2 beräknas den befinna sig på ett avstånd på ca 1 600 ljusår (ca 490 parsek) från solen.

## Egenskaper

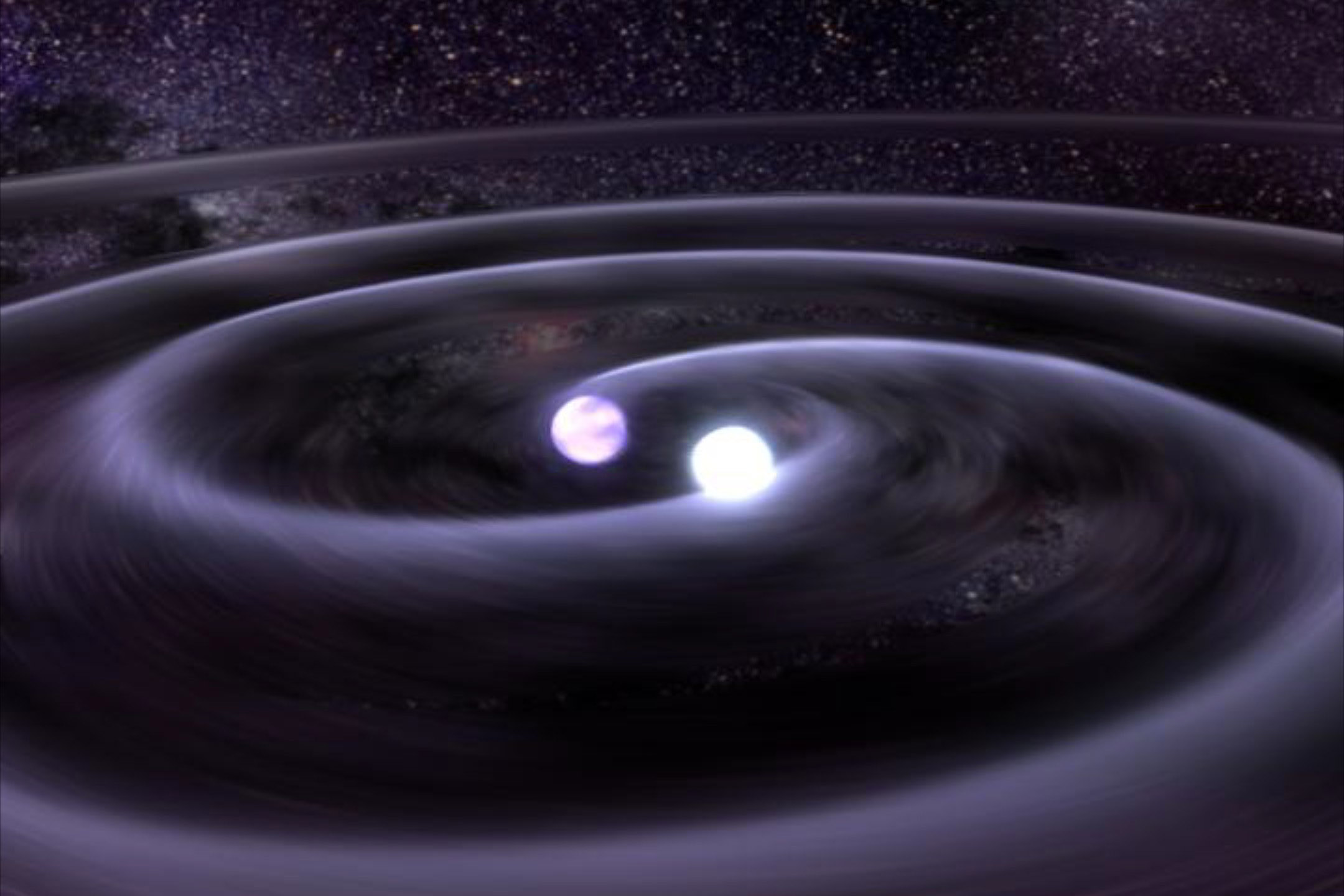
En konstnärsskildring av HM Cancri.

Primärstjärnan HM Cancri A är en vit dvärgstjärna, som har en massa som är ca 0,5 solmassa. Paret  består av två tunga vita dvärgar som kretsar kring varandra med en period av 321,5 sekunder, på ett uppskattat avstånd av endast 80 000 kilometer från varandra (cirka 1/4 av avståndet mellan jorden och månen). Stjärnornas omloppshastigheter är över 400 kilometer per sekund. De beräknas var och en ha en massa av ungefär hälften av solens massa. Liksom typiska vita dvärgar är de extremt täta, består av degenererad materia och har därför radier i storleksordningen jordens radie. Astronomer tror att de två stjärnorna så småningom kommer att smälta samman, baserat på data från många röntgensatelliter, som Chandra X-ray Observatory, XMM-Newton och Swift Gamma-Ray Burst Mission. Dessa data visar att omloppstiden för de två stjärnorna stadigt minskar med en hastighet av 1,2 millisekunder per år eftersom de därmed närmar sig varandra med cirka 60 centimeter per dygn. I denna takt kan de förväntas smälta samman om cirka 340 000 år. Med en rotationsperiod på 5,4 minuter är HM Cancri det snävaste binära vita dvärgsystemet som är känt för närvarande. 

## Observationer

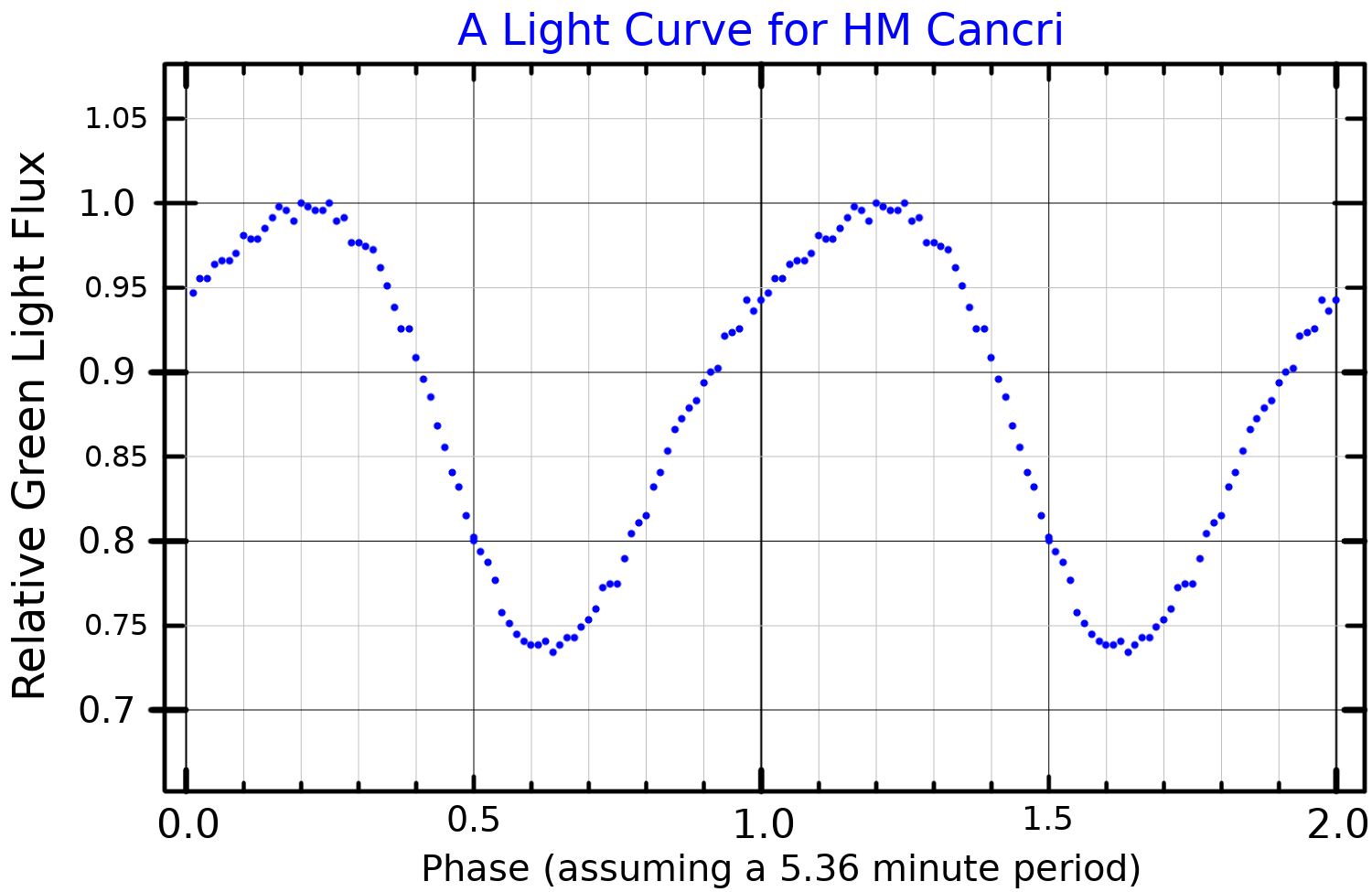
Ljuskurva i gröna bandet för HM Cancri, plottad från Barros et al. (2007).

Eftersom HM Cancri är ett par vita dvärgar har den en relativt låg optisk ljusstyrka. 321,5 s-moduleringen av stjärnan upptäcktes oavsiktligt 1999 genom ROSAT-uppdraget som arbetar i röntgenbandet. Optiska uppföljningsobservationer med ESO Very Large Telescope (VLT), Telescopio Nazionale Galileo (TNG) och Nordiskt optiskt teleskop (NOT) gjorde att motsvarigheten kunde identifieras, ett relativt svagt (magnitud 20,7 i B-filtret) objekt som visar en optisk modulering vid samma period som observerats i röntgenbandet. Den optiska övervakningen av motsvarigheten till HM Cancri under 2001-2004 visar tydligt att perioden minskar med ca 1/1000 sekund per år. Detta resultat bekräftades genom att övervaka källan till röntgenstrålningen under flera år.

## Förhållande till allmän relativitet
Den minskande separationen av komponenterna gör att systemet förlorar omloppsenergi. Albert Einsteins teori om allmän relativitet förutspår att ett sådant system kommer att förlora omloppsenergi genom generering av gravitationsvågor. Forskare tror att HM Cancri kan vara en av de starkaste källorna till gravitationsvågor i Vintergatan.